# Johannes Zeschick
Johannes Nepomuk Zeschick OSB (* 10. März 1932 in Weseritz, Tschechoslowakei als Alois Zeschick; † 3. Juni 2013 in Langquaid) war ein deutscher Benediktiner und Abt des Klosters Rohr.

## Leben
Alois Zeschick trat nach dem Abitur 1955 in die Benediktinerabtei Braunau in Rohr ein, wo er den Ordensnamen Johannes Nepomuk annahm. Zeschick legte 1959 die Profess ab und studierte Philosophie und Katholische Theologie. Er wurde 1960 zum Priester geweiht und absolvierte anschließend ein Studium der Geschichte und Anglistik, teilweise in England. 1969 wurde er mit einer Arbeit über die Augustiner-Chorherren zum Dr. phil. promoviert. 
Am Johannes-Nepomuk-Gymnasium der Abtei in Rohr unterrichtete er Englisch, Geschichte und Religion.
Nach seiner Ernennung zum Prior der Abtei 1974 wurde Zeschick 1984 zum Cellerar in Rohr ernannt. 1988 erfolgte die Wahl des Ordenskapitels zum dritten Abt von Braunau in Rohr und 61. Abt seit der Gründung des Benediktinerkonvents von Brevnov-Braunau durch den Heiligen Adalbert im Jahre 993. Er initiierte die Generalsanierung der barocken Klosteranlage und eine Schulerweiterung. Zeschick war Mitglied der historischen Sektion der Bayerischen Benediktinerakademie. Er war Vorstandsmitglied des Sudetendeutschen Priesterwerkes und der Arbeitsgemeinschaft der Ordensmänner im Bistum Regensburg.
2002 nahm der Präses der Bayerischen Benediktinerkongregation, Abt Gregor Zasche OSB, das Rücktrittsgesuch von Abt Johannes, welches er gemäß den Satzungen der Kongregation zum 70. Geburtstag einreichen musste, an.
Nach seiner Emeritierung als Abt von Rohr widmete sich Zeschick historischen Forschungen. Er verstarb nach längerer Krankheit am 3. Juni 2013 in Langquaid.

## Auszeichnungen
- 1999: Bundesverdienstkreuz 1. Klasse des Verdienstordens der Bundesrepublik Deutschland für sein „herausragendes Wirken als Seelsorger und Lehrer im Kloster und Gymnasium Rohr“ und als „Botschafter für die Belange der Sudetendeutschen“
- 2003: Bayerischer Verdienstorden

## Schriften
- Kloster in Rohr: Geschichte und Gegenwart, 1968
- Das Augustinerchorherrenstift Rohr und die Reformen in bairischen Stiften vom 15. bis zum 17. Jahrhundert, 1969
- Monographie Benediktinerabteikirche Rohr: Patrozinium Mariä Himmelfahrt (15. Aug.); Bistum Regensburg, Landkreis Kelheim, Niederbayern, 1974
- Heute aus dem Ursprung leben. Anlässlich des Benediktus-Jubiläums, 480-1980, herausgegeben von Johannes Nep. Zeschick OSB. Benediktinerabtei Braunau in Rohr, Rohr 1981.
- Professbuch des Augustinerchorherrenstifts Rohr, 2010

Artikel
- Zur Auffindung der Gräber zweier Pröpste im ehemaligen Stift Rohr . In: Verhandlungen des Historischen Vereins für Niederbayern Bd. 96 (1970) S. 61–73.
- Das Augustinerchorherrenstift Rohr, In: Beiträge zur Geschichte des Bistums Regensburg Bd. 12 (1978) S. 113–131
- Hg.: Heute aus dem Ursprung leben. Anläßlich des Benediktus-Jubiläums 480 - 1980. Selbstverlag Benediktinerabtei Braunau in Rohr, Rohr in Ndb. 1981
- Die Benediktiner in Böhmen und Mähren, In: Archiv für Kirchengeschichte von Böhmen-Mähren-Schlesien Bd. 6 (1982) S. 38–102.
- Die Benediktiner in Böhmen und Mähren, In: Tausend Jahre Benediktiner in den Klöstern Brevnov (1993) S. 3–82.